# Rupi costiere della Costa degli Infreschi e della Masseta
Rupi costiere della Costa degli Infreschi e della Masseta este o arie protejată (arie specială de conservare — SAC, sit de importanță comunitară — SCI) din Italia întinsă pe o suprafață de 273 ha, integral pe uscat.

## Localizare
Centrul sitului Rupi costiere della Costa degli Infreschi e della Masseta este situat la coordonatele 40°00′56″N 15°26′24″E / 40.0156°N 15.44°E.

## Înființare
Situl Rupi costiere della Costa degli Infreschi e della Masseta a fost declarat sit de importanță comunitară în mai 1995 pentru a proteja 2 specii de plante și 14 specii de animale. Situl a fost protejat și ca arie specială de conservare în mai 2019.

## Biodiversitate
Situată în ecoregiunea mediteraneană, aria protejată conține 6 habitate naturale: Peșteri marine scufundate complet sau parțial, Pseudostepă cu ierburi și specii anuale de Thero-Brachypodietea, Tufărișuri termo-mediteraneene și de pre-deșert, Faleze cu vegetație de Limonium spp. endemic de pe coastele mediteraneene, Matorral arborescenți cu Juniperus spp., Formațiuni scunde de Euphorbia în apropierea falezelor.
La baza desemnării sitului se află mai multe specii protejate:
- plante (2): Dianthus rupicola, Primula palinuri
- păsări (12): erete de stuf (Circus aeruginosus), erete vânăt (Circus cyaneus), prepeliță (Coturnix coturnix), Falco eleonorae, șoim călător (Falco peregrinus), Larus argentatus, Larus audouinii, pescăruș râzător (Larus ridibundus), viespar (Pernis apivorus), turturică (Streptopelia turtur), silvie de tufiș (Sylvia undata), mierlă (Turdus merula)
- mamifere (2): liliacul mare cu potcoavă (Rhinolophus ferrumequinum), liliacul mic cu potcoavă (Rhinolophus hipposideros)

Pe lângă speciile protejate, pe teritoriul sitului au mai fost identificate 3 specii de plante, 3 specii de reptile.